# Charitativní organizace
Charitativní organizace nebo charita je dobročinná organizace, mezi jejíž hlavní cíle patří filantropie a sociální blaho, například organizace typu
- Církev
- Dobrovolnické hnutí
- Fundace
- Humanitární organizace
- Nadační fond
- Nestátní nezisková organizace
- Nezisková organizace
- Obecně prospěšná společnost
- Spolek
- Veřejně prospěšná organizace.

## Příklady organizací
- ADRA
- Armáda spásy
- Člověk v tísni
- Diakonie Českobratrské církve evangelické, církevní org.
- Dobrovolný ekologický spolek-ochrana ptactva[1]
- Charita Česká republika, církevní org.
- Lazariánská pomoc
- Lékaři bez hranic
- Mezinárodní červený kříž
- MOST Pro Tibet, o. p. s.
- Movember
- Oxfam
- Sanitka naděje[2]
- SOS dětské vesničky
- Unicef, fond